# Sture Sjöstedt
Sture Carl Gustaf Sjöstedt, född 23 maj 1900 i Svea artilleriregementes församling, Stockholm, död 10 april 1986 i Sankt Laurentii församling i Östergötlands län, var en svensk jägmästare och företagsledare. 
Sjöstedt, vars far var major, avlade examen 1925 vid Skogshögskolan och var därefter yrkesverksam som skogsförvaltare, revirförvaltare och skogschef innan han 1963 blev VD för Fiskeby AB. Han invaldes 1959 som ledamot av Kungliga skogs- och lantbruksakademien. Sjöstedt är begravd på Simonstorps kyrkogård.